# Denver
Denver é a capital, a cidade mais populosa e um dos 64 condados do estado norte-americano do Colorado.
Com mais de 715 mil habitantes, de acordo com o censo nacional de 2020, é a cidade mais populosa do estado e a 19ª mais populosa do país. Pouco mais de 12% da população total do Colorado vive em Denver.

## História
A história de Denver tem início em 1858, com a descoberta de ouro na região, que provocou forte corrente migratória e permitiu o estabelecimento dos primeiros núcleos de colonização. Um deles, fundado em 1860, recebeu o nome de Saint-Charles, mais tarde substituído por Denver, em homenagem ao general James Denver, governador do território. O núcleo tornou-se grande centro extrativo de prata e abastecedor dos campos de mineração, ao longo das regiões montanhosas. Com a integração do Colorado à federação, tornou-se capital em 1867.

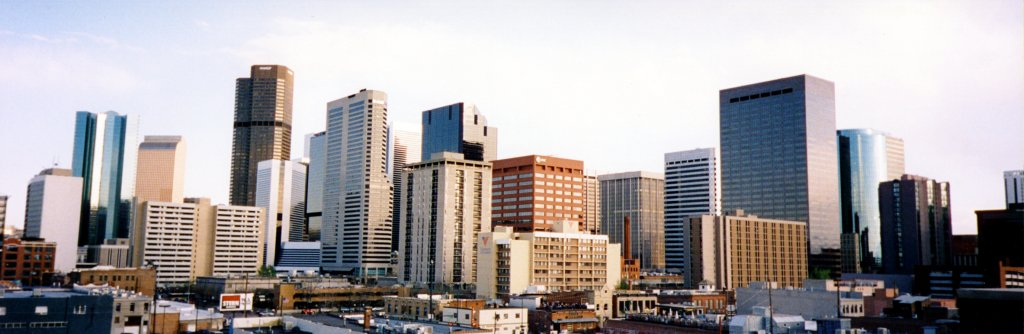
Centro financeiro de Denver

O desenvolvimento econômico permitiu a Denver assumir posição de liderança no oeste americano, tanto como centro de decisões políticas e administrativas, como principal núcleo comercial e financeiro da região. O setor industrial, que só começou a desenvolver-se na segunda metade do século XX, logo alcançou grande diversificação: siderurgia, refino de petróleo, tecidos, material fotográfico, mineração, petroquímicos, alimentação e implementos agrícolas. A cidade é moderna, com amplas avenidas e arquitetura moderna, entremeada de parques. A área metropolitana compreende 14 cidades. É ainda importante centro militar, educacional e cultural.

## Geografia
De acordo com o Departamento do Censo dos Estados Unidos, a cidade tem uma área de 400,7 km², dos quais 396,4 km² estão cobertos por terra e 4,3 km² (1,1%) por água.
Denver está localizada no centro da Faixa de frente urbana do Corredor, entre as Montanhas Rochosas a oeste e terras altas a leste.
A cidade e o condado de Denver está rodeado por apenas três outros municípios: Adams County ao norte e leste, Arapahoe County, ao sul e leste, e Jefferson County a oeste.

### Clima
Denver tem um clima semiárido, com quatro estações diferenciadas, muito influenciadas pela proximidade das Montanhas Rochosas. A temperatura média anual é de 10.1 °C e a média anual de precipitação é de 402mm, A neve chega a Denver em meados de Outubro e pode prolongar-se até ao mês de Abril.Os Invernos podem ser moderados com temperaturas suaves, em 1990 registrou-se o recorde de -29 °C. A Primavera pode ser úmida por causa dos ventos que vêm da Costa Oeste. Março é o mês em que mais neva na cidade. As temperaturas podem elevar-se devido à influência do Golfo do México. O Verão também é seco e as temperaturas médias são de 29 °C de máxima e 13 °C de mínima. No Outono o ar proveniente do Árctico provoca nevões ao chocar com o ar úmido vindo do Pacífico. Novembro é o mês em que chove mais.

## Demografia
Desde 1900, o crescimento populacional médio, a cada dez anos, é de 16,0%.
Segundo o censo nacional de 2020, a sua população é de 715 522 habitantes e sua densidade populacional é de 1 804,8 hab/km². Seu crescimento populacional na última década foi de 19,2%, acima do crescimento estadual de 14,8%. É a cidade mais populosa do Colorado e a 19ª mais populosa dos Estados Unidos, subindo sete posições em relação ao censo anterior.
Possui 344 980 residências que resulta em uma densidade de 870,1 residências/km² e um aumento de 20,7% em relação ao censo anterior. Deste total, 8,0% das unidades habitacionais estão desocupadas. A média de ocupação é de 2,3 pessoas por residência.

## Transportes

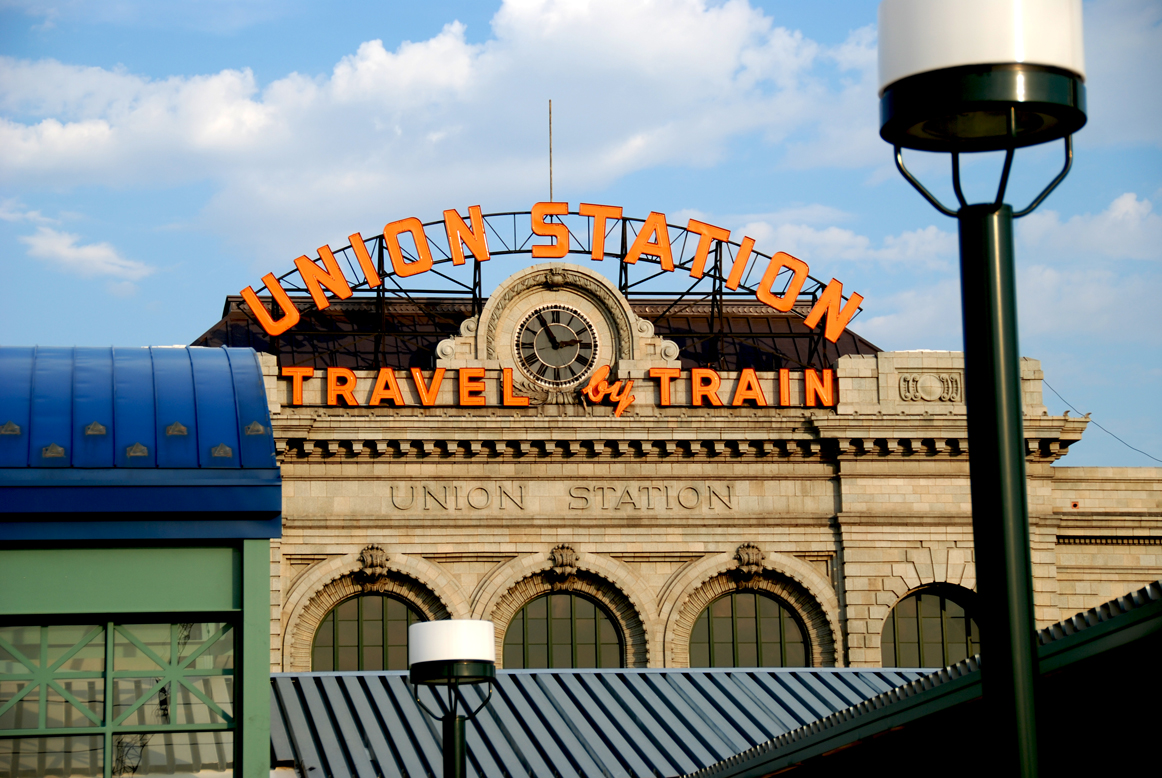
Estação União em Denver, Colorado.

A cidade de Denver possui uma vasta rede de auto-estradas, que a ligam aos estados vizinhos, como a auto-estrada estatual I-25 e I-70.
Um metrô de superfície faz um percurso na cidade de Denver, percorrendo trinta e sete estações. Em Novembro o metrô de superfície de Denver conhecido localmente por "TheRide" sofreu a sua primeira expansão.
O gigantesco Aeroporto Internacional de Denver é o principal aeroporto servindo a região metropolitana de Denver. É um dos dez mais movimentados dos Estados Unidos, sendo um dos centros operacionais da United Airlines.

## Esportes / Desportos

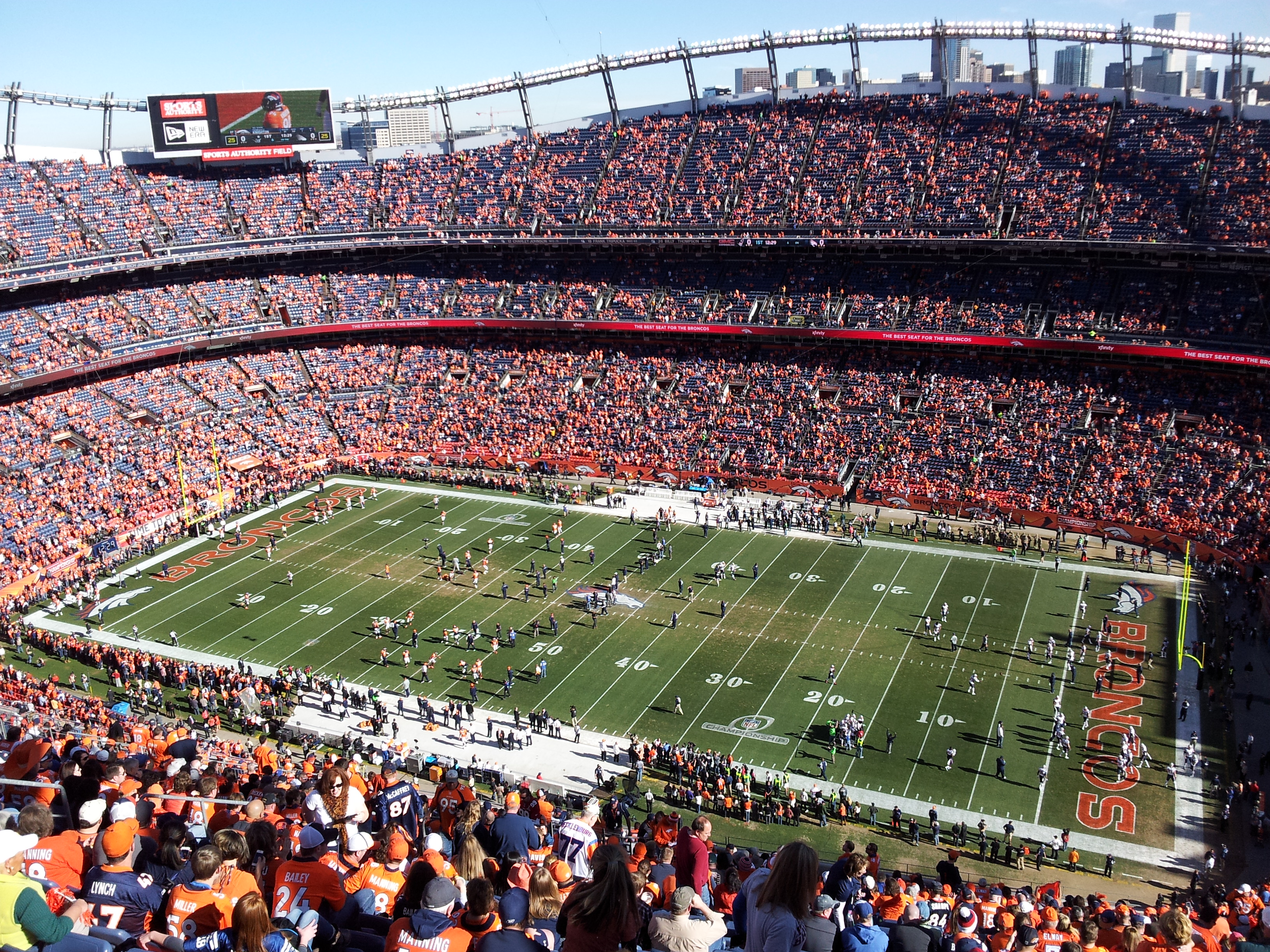
Empower Field at Mile High, casa do Denver Broncos.

Denver é uma das 13 cidades dos Estados Unidos com times em todas as quatro principais ligas do país, a cidade é sede do time de futebol americano Denver Broncos, do time de beisebol Colorado Rockies, do time de basquetebol Denver Nuggets e do time de hóquei no gelo Colorado Avalanche. Também é sede do time de futebol Colorado Rapids da MLS.

## Marcos históricos
O Registro Nacional de Lugares Históricos lista 308 marcos históricos em Denver. Os primeiros marcos foram designados em 1 de dezembro de 1969 e o mais recente em 15 de março de 2021, a CB&Q Denver Shops Powerhouse. Existe apenas um Marco Histórico Nacional na cidade, o Denver Civic Center, designado em 16 de outubro de 2012.